# Hyacinthe Loyson

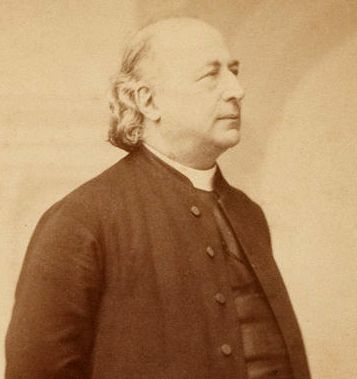
Hyacinthe Loyson (1870)

Hyacinthe Loyson (* 10. März 1827 in Orléans; † 9. Februar 1912 in Paris) war ein französischer katholischer Geistlicher und Begründer der Église française gallicane.
Geboren als Sohn des Akademieinspektors Louis-Julien Loyson, erhielt er bei seiner Taufe die Vornamen Charles Jean Marie. 1845 trat er in das Priesterseminar Saint-Sulpice in Paris ein. Die Priesterweihe empfing er 1849 und wurde als Sulpizianer 1851 Professor für Philosophie in Avignon. Ab 1854 wirkte er als Professor für Theologie in Nantes. 1858 wechselte er in den Dominikanerorden, 1859 in den Orden der Karmeliten. In den Jahren 1864 bis 1868 war er als Père Hyacinthe ein vielbeachteter Prediger an der Kathedrale Notre-Dame de Paris. Im Jahr 1869 brach Hyacinthe Loyson wegen seiner liberalen Ansichten mit dem Orden und der römisch-katholischen Kirche und heiratete 1872. Nach dem Ersten Vatikanischen Konzil, als dessen Gegner er auftrat, schloss er sich der altkatholischen Bewegung an und wirkte von Oktober 1873 bis August 1874 als Pfarrer der Église catholique nationale in Genf. Differenzen in Fragen der Kirchenorganisation und der Lehre führten jedoch zur Trennung. 1879 gründete er in Paris die Église française gallicane, die jedoch bedeutungslos blieb und 1893 in die Utrechter Union der Altkatholischen Kirchen eingegliedert wurde.